# Aratinga cactorum
Aratinga cactorum là một loài chim trong họ Psittacidae.